# Municipio de Lynn (condado de Moody)
El municipio de Lynn (en inglés: Lynn Township) es un municipio ubicado en el condado de Moody en el estado estadounidense de Dakota del Sur. En el año 2010 tenía una población de 287 habitantes y una densidad poblacional de 3,07 personas por km².

## Geografía
El municipio de Lynn se encuentra ubicado en las coordenadas 43°53′7″N 96°49′35″O / 43.88528, -96.82639. Según la Oficina del Censo de los Estados Unidos, el municipio tiene una superficie total de 93.45 km², de la cual 92,99 km² corresponden a tierra firme y (0,49 %) 0,45 km² es agua.

## Demografía
Según el censo de 2010, había 287 personas residiendo en el municipio de Lynn. La densidad de población era de 3,07 hab./km². De los 287 habitantes, el municipio de Lynn estaba compuesto por el 98,26 % blancos, el 1,05 % eran asiáticos y el 0,7 % eran de una mezcla de razas. Del total de la población el 0 % eran hispanos o latinos de cualquier raza.